# Ga Gaebong
Ga Gaebong (Tiếng Hàn: 개봉역, Hanja: 開峯驛) là ga tàu điện ngầm trên Tàu điện ngầm vùng thủ đô Seoul tuyến 1 ở Gaebong-dong, Guro-gu, Seoul.

## Lịch sử
- 15 tháng 8 năm 1974: Bắt đầu hoạt động với việc khai trương Tàu điện ngầm vùng thủ đô Seoul tuyến 1
- 1 tháng 12 năm 2009: Loại bỏ nhà ga bán vé đường sắt
- 15 tháng 6 năm 2010: Hoàn thành lắp đặt cửa lưới chắn sân ga
- 1 tháng 2 năm 2016: Tàu tốc hành bắt đầu dừng tại ga

## Bố trí ga
| ↑ Guil      | ↑ Guro    | Guil ↓      |
| １          | \| ３     |             |
| ↑ Oryu-dong | Yeokgok ↓ | Oryu-dong ↓ |

| 1 | ● Tuyến 1 | Địa phương                                   | ← Hướng đi Uijeongbu · Dongducheon · Yeoncheon |
| 2 | ● Tuyến 1 | Địa phương (Kết thúc tại Ga Guro) / Tốc hành | ← Hướng đi Guro · Yeongdeungpo · Yongsan       |
| 3 | ● Tuyến 1 | Địa phương (Xuất phát từ Ga Guro) / Tốc hành | → Hướng đi Bucheon · Bupyeong · Dongincheon →  |
| 4 | ● Tuyến 1 | Địa phương                                   | → Hướng đi Bucheon · Bupyeong · Incheon →      |

## Xung quanh nhà ga
- Bệnh viện Gangseo
- Văn phòng điện thoại Gaebong
- Trường trung học cơ sở Gaebong
- Trường trung học cơ sở Kyungin
- Trường trung học phổ thông Kyungin
- Cửa hàng dụng cụ Gocheok
- Công viên khu phố Gocheok
- Thư viện Gocheok
- Trung tâm thể thao cộng đồng Guro-gu
- Bệnh viện Thánh Tâm Guro
- Trạm cứu hỏa Guro
- Trường trung học nữ sinh Geumok
- Đường vành đai Nambu
- Trường tiểu học Gaebong
- Bệnh viện Seongae
- Đại học Seoul Hanyoung
- 2001 Outlet Chi nhánh Guro

## Hình ảnh

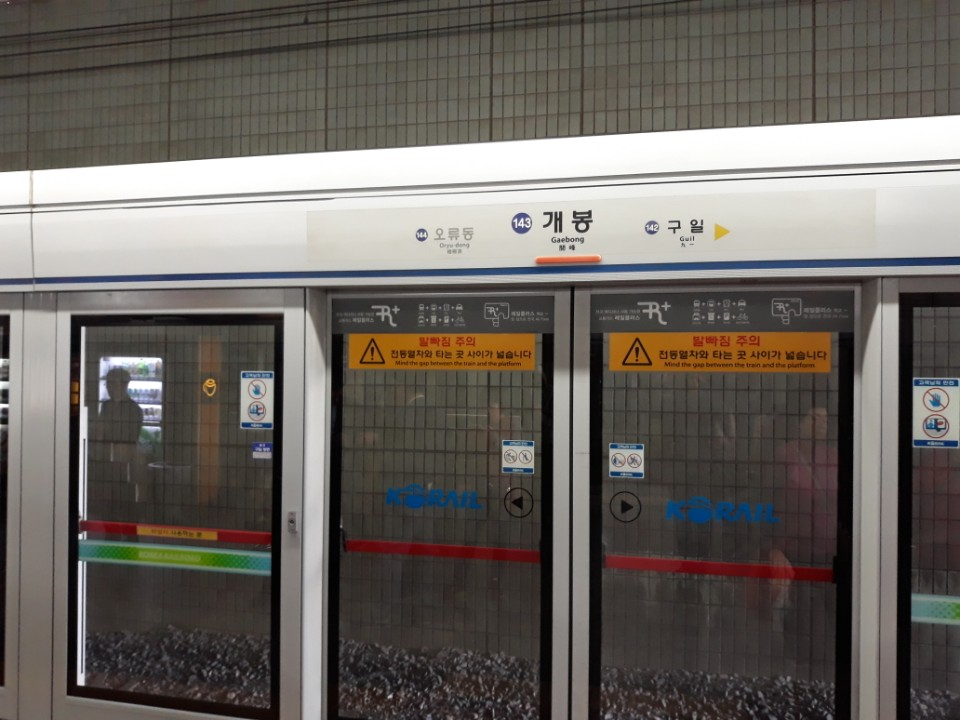
Cửa chắn sân ga Gaebong
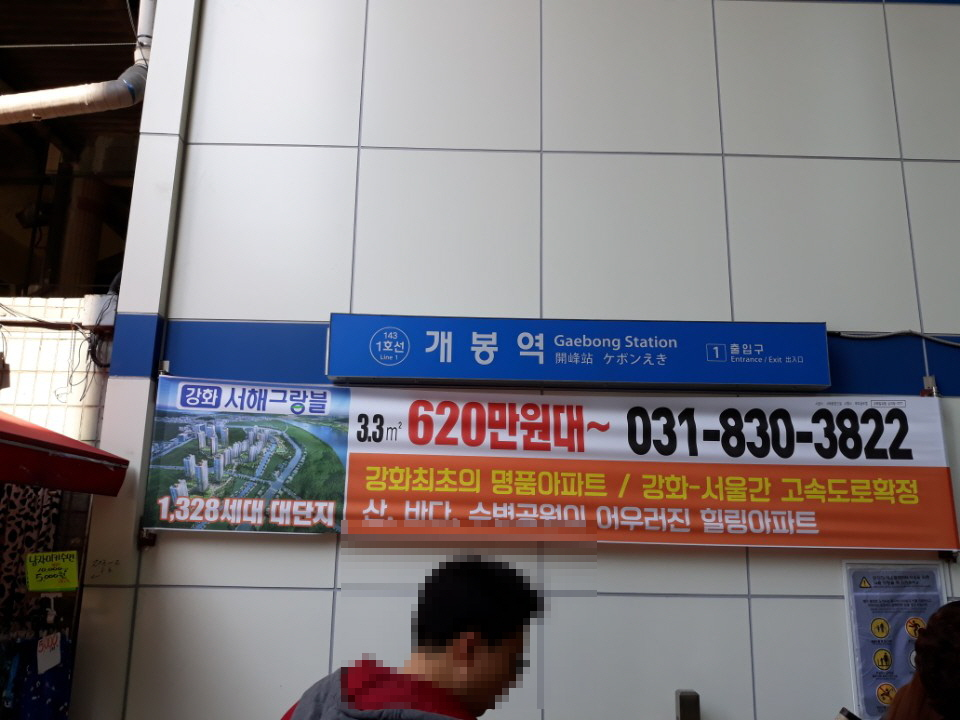
Lối vào 1 ga Gaebong
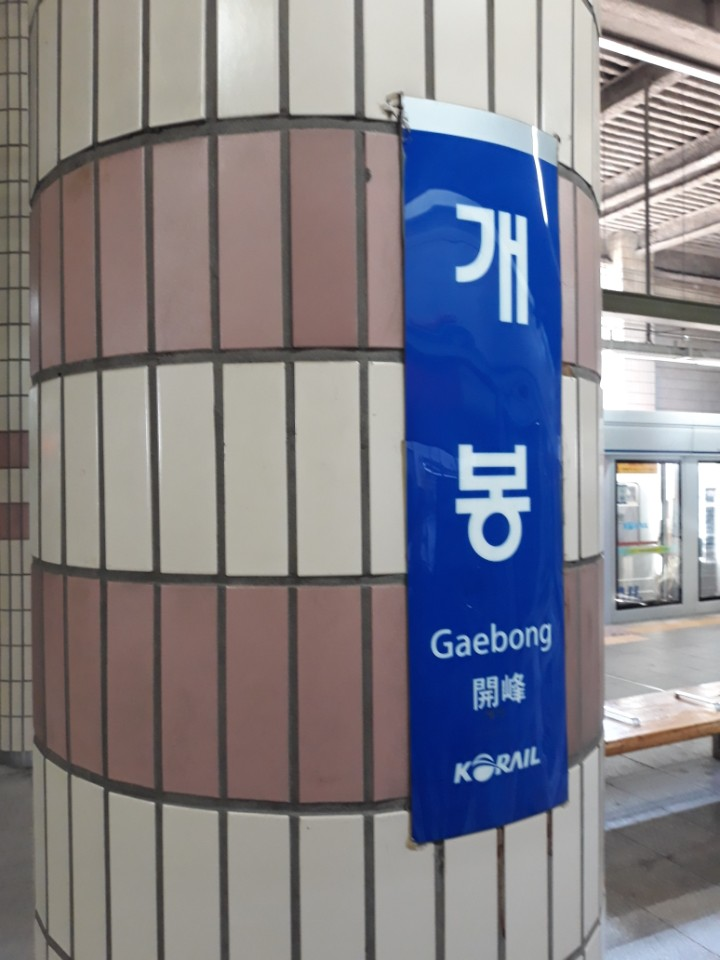
Bảng tên ga